# Catoptria pyramidellus
Catoptria pyramidellus là một loài bướm đêm trong họ Crambidae.

## Hình ảnh

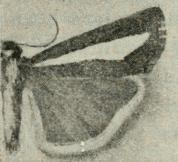